# Томаш Маєвський
Томаш Маєвський  (пол. Tomasz Majewski, 30 серпня 1981) — польський легкоатлет, дворазовий олімпійський чемпіон.

## Виступи на Олімпіадах
| Олімпіада   | Дисципліна     | Місце             |
| ----------- | -------------- | ----------------- |
| Афіни 2004  | штовхання ядра | 18 (кваліфікація) |
| Пекін 2008  | штовхання ядра | 1                 |
| Лондон 2012 | штовхання ядра | 1                 |
| Ріо 2016    | штовхання ядра | 6                 |